# Aaron Broussard
Aaron Broussard, né le 14 avril 1990, à Federal Way, dans l'État de Washington, est un joueur américain de basket-ball. Il évolue au poste d'arrière.

## Palmarès
- Champion d'Islande en 2013.

### Individuel
- MVP et meilleur marqueur du Championnat d'Islande en 2013[2].